# بخش گرند پریری، شهرستان ماریون، اوهایو
بخش گرند پریری (به انگلیسی: Grand Prairie Township) یک منطقهٔ مسکونی در ایالات متحده آمریکا است که در شهرستان ماریون، اوهایو واقع شده‌است.
 بخش گرند پریری ۶۲٫۹ کیلومتر مربع مساحت و ۱٬۵۹۰ نفر جمعیت دارد و ۲۸۳ متر بالاتر از سطح دریا واقع شده‌است.